# Tayikistán en los Juegos Paralímpicos de Río de Janeiro 2016
Tayikistán estuvo representado en los Juegos Paralímpicos de Río de Janeiro 2016 por un deportista masculino. El equipo paralímpico tayiko no obtuvo ninguna medalla en estos Juegos.